# IC 4587
IC 4587 ist eine elliptische Galaxie vom Hubble-Typ E im Sternbild Nördliche Krone am Nordsternhimmel. Sie ist schätzungsweise 603 Millionen Lichtjahre von der Milchstraße entfernt.
Das Objekt wurde am 27. August 1903 von Edward Emerson Barnard entdeckt.